# Metapenaeus intermedius
Metapenaeus intermedius is een tienpotigensoort uit de familie van de Penaeidae. De wetenschappelijke naam van de soort is voor het eerst geldig gepubliceerd in 1900 door Kishinouye.